# Xanthorhoe consors
Xanthorhoe consors là một loài bướm đêm trong họ Geometridae.